# Lijst van grietmannen van Oostdongeradeel
Dit is een lijst van grietmannen van de voormalige Nederlandse grietenij Oostdongeradeel in de provincie Friesland tot de invoering van de gemeentewet in 1851.
| Ambtsperiode | Naam grietman                                          | Leven     | Bijzonderheden |
| ------------ | ------------------------------------------------------ | --------- | --- |
| 1517 - 1539  | Poppe van Mellema                                      |           | |
| 1539 - 1551  | Worp van Ropta                                         | †1551     | |
| 1552 - 1570  | Rinthie van Aytta                                      | 1509-1570 | Broer van Wigle van Aytta van Zwichem, tevens Grietman van Schiermonnikoog. |
| 1570 - 1581  | Doede van Sierksma                                     | †>1610    | Voorafgaand burgemeester van Leeuwarden. Zwager van zijn voorganger, Rintje van Aytta. Broer van Allert van Sierksma, grietman van Leeuwarderadeel.                                      |
| 15?? - 15??  | Jacob van Horne                                        |           | |
| 15?? - 1586  | Kersten van Rinia                                      |           | |
| 1586 - 1627  | Ernst van Aylva                                        | 1548-1627 | Voorafgaand grietman van Westdongeradeel. |
| 1627 - 1653  | Johannes Onuphrius baron thoe Schwartzenberg           | 1600-1653 | Vader van Georg Wilco Thoe Schwartzenberg en Hohenlansberg. |
| 1653 - 1674  | Georg Wilco baron thoe Schwartzenberg en Hohenlansberg | 1637-1674 | Heer van Vischhuizen en Wiarden. Zoon van Johannes Onuphrius thoe Schwartzenberg. |
| 1675 - 1692  | Hobbe Esaiäs van Aylva                                 | 1645-1692 | Zoon van Ulbe van Aylva (1617-1652), grietman van Baarderadeel en Wonseradeel. Schoonzoon van Georg Wilco Thoe Schwartzenberg en Hohenlansberg.                                          |
| 1692 - 1720  | Ulbe van Aylva                                         | 1659-1725 | Zoon van Hans Willem van Aylva. Voorheen grietman van Idaarderadeel. |
| 1720 - 1729  | Albertus Aemilius Lamoraal Rengers                     | 1690-1729 | Schoonzoon van zijn voorganger, Ulbe van Aylva (1725). |
| 1729 - 1744  | Jarich Georg van Burmania                              | 1695-1757 | Later grietman van Franekeradeel. Zoon van Idsard van Burmania, grietman van Rauwerderhem en grietman van Ferwerderadeel. Schoonzoon van Sicco van Goslinga, grietman van Franekeradeel. |
| 1744 - 1757  | Hans Hendrik van Haersma                               | 1707-1757 | Zoon van Hector Livius van Haersma. Schoonzoon van Regnerus Annaeus van Wijckel, grietman van Gaasterland.                                                                               |
| 1757 - 1762  | Anthony d'Arnaud                                       | †1762     | Schoonzoon van Edzard Hobbe van Burmania (Jarich Georg van Burmania was een oom van zijn vrouw).                                                                                         |
| 1762 - 1795  | Julius Hobbe Unia van Burmania                         | 1739-1798 | Zoon van Hobbe van Burmania, grietman van Leeuwarderadeel |
| 1795 - 1816  |                                                        |           | Geen grietman vanwege de Franse tijd |
| 1816 - 1818  | Johannes Casparus Bergsma                              | 1775-1818 | Zoon van Petrus Adrianus Bergsma (1743-1824), grietman van Dantumadeel. |
| 1820 - 1824  | Frederik de With                                       | 1754-1837 | |
| 1824 - 1839  | Daniel de Blocq van Haersma de With                    | 1797-1857 | Aansluitend grietman van Achtkarspelen. Neef van voorganger. |
| 1839 - 1849  | Schelto baron van Heemstra                             | 1807-1864 | Voorgaand grietman van Doniawerstal. Zoon van Willem Hendrik van Heemstra, grietman van Kollumerland en Nieuwkruisland.                                                                  |
| 1849 - 1851  | Jan Minnema van Haersma de With                        | 1821-1889 | Aansluitend de eerste burgemeester van Oostdongeradeel. Zoon van Daniel de Blocq van Haersma de With.                                                                                    |